# ستيفان ليفاندوفسكي
ستيفان ليفاندوفسكي (بالبولندية: Stefan Lewandowski)‏ هو منافس ألعاب قوى بولندي، ولد في 30 مايو 1930 في غدانسك في بولندا، وتوفي في 2 ديسمبر 2007.

## وصلات خارجية
- ستيفان ليفاندوفسكي على موقع الاتحاد الدولي لألعاب القوى (الإنجليزية)
- ستيفان ليفاندوفسكي على موقع أوليمبيديا (الإنجليزية)
- ستيفان ليفاندوفسكي على موقع اللجنة الأولمبية البولندية (مؤرشف) (البولندية)